# Christi-Geburt-Kirche (Kostroma)

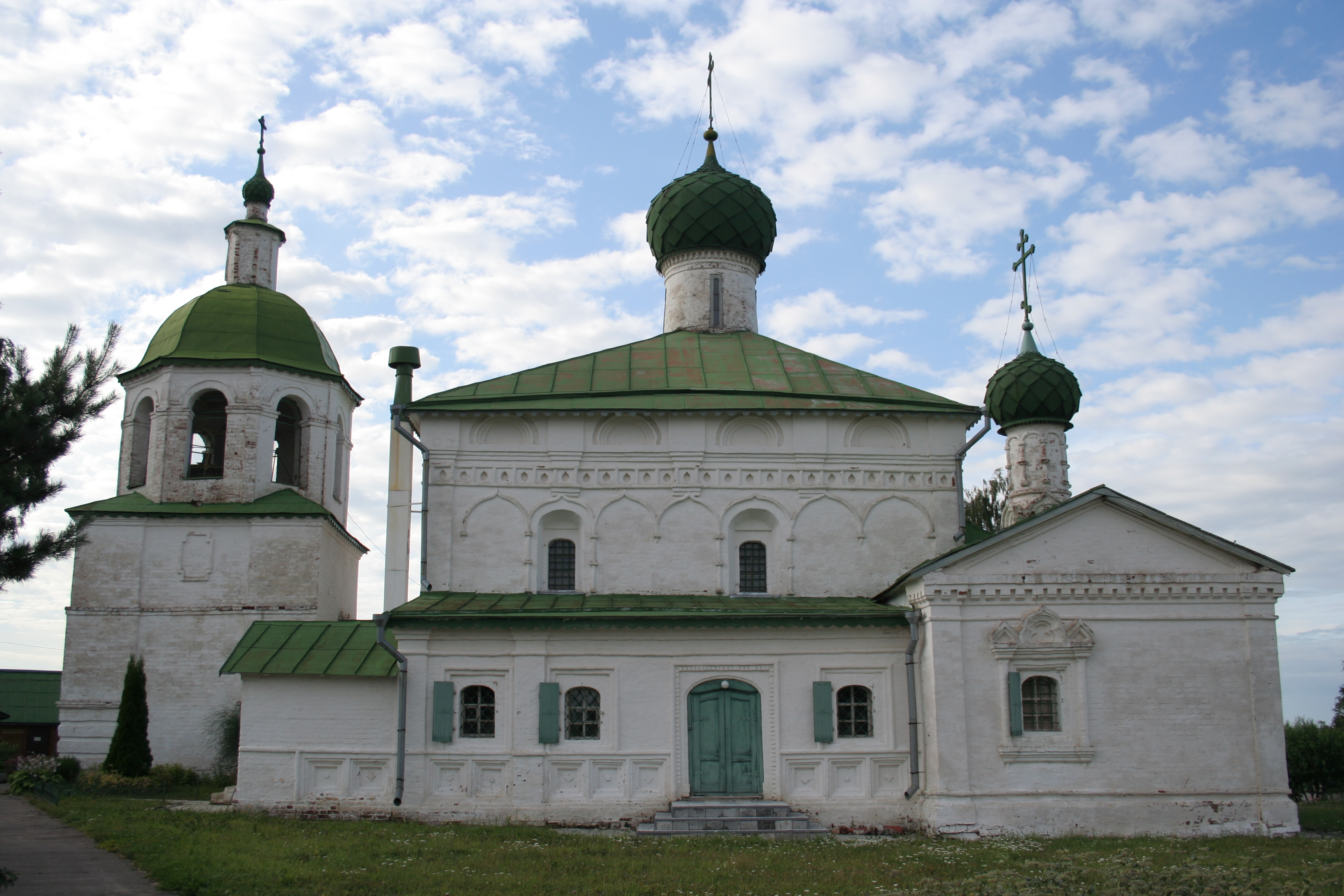
Christi-Geburtskirche

Die Christi-Geburtskirche in Gorodischtsche (russisch Церковь Рождества Христова на Городище) ist ein russisch-orthodoxes Kirchengebäude in der zentralrussischen Großstadt Kostroma. Die Kirche steht in der Datschnaja Straße in einem ländlichen Teil von Kostroma am rechten Ufer der Wolga.

## Geschichte
Als Entstehungszeit der Kirche gilt die Periode Mitte des 17. Jahrhunderts. Namensgebend für das heutige Gotteshaus ist das damalige Dorf namens Gorodischtsche an der Wolga. Diese Ortschaft gehörte im 17. Jahrhundert dem Bojarengeschlecht Morosow, dessen bekannteste Vertreterin, die von Altorthodoxen verehrte Feodossija Morosowa, das Dorf seit 1662 besessen hatte. 1663 wurde die Kirche zu Gorodischtsche als eine damals bereits bestehende steinerne Kirche in Urkunden erwähnt. Nach der Inhaftierung von Feodossija Morosowa im Jahr 1671 gingen alle ihre Besitztümer, darunter auch Gorodischtsche samt Kirche und Kirchhof, in den Besitz des Zarenhofes über. Um 1700 muss die Christi-Geburtskirche stark umgebaut oder sogar neu errichtet worden sein, da sie in einer Urkunde des Jahres 1702 als „neugebaut“ erwähnt wird.

## Bauform
Ursprünglich wies die Kirche eine fünfkuppelige Gestalt auf. Ihr heutiges Dach mit nur einem Zwiebelturm erhielt sie entweder im Zuge der Umbauten des späten 17. Jahrhunderts oder nach einer Feuersbrunst im Jahr 1773. In Urkunden des 19. Jahrhunderts wird die Kirche bereits als einkuppelig erwähnt. Zum Ensemble der Christi-Geburtskirche gehört ein Glockenturm, bestehend aus zwei Rängen, von denen der untere vierkantig und der obere achtkantig ist. Südöstlich schließt sich an die Kirche ein ebenfalls von einer Kuppel gekrönter Anbau an, der dem biblischen Propheten Elija geweiht ist. Aus diesem Grund wird die ganze Kirche oft fälschlich Elija-Kirche (russisch Ильинская церковь) genannt. Das Kirchenensemble steht heute als nationales Kulturerbe unter Denkmalschutz.